# Zbiornik Szardarski

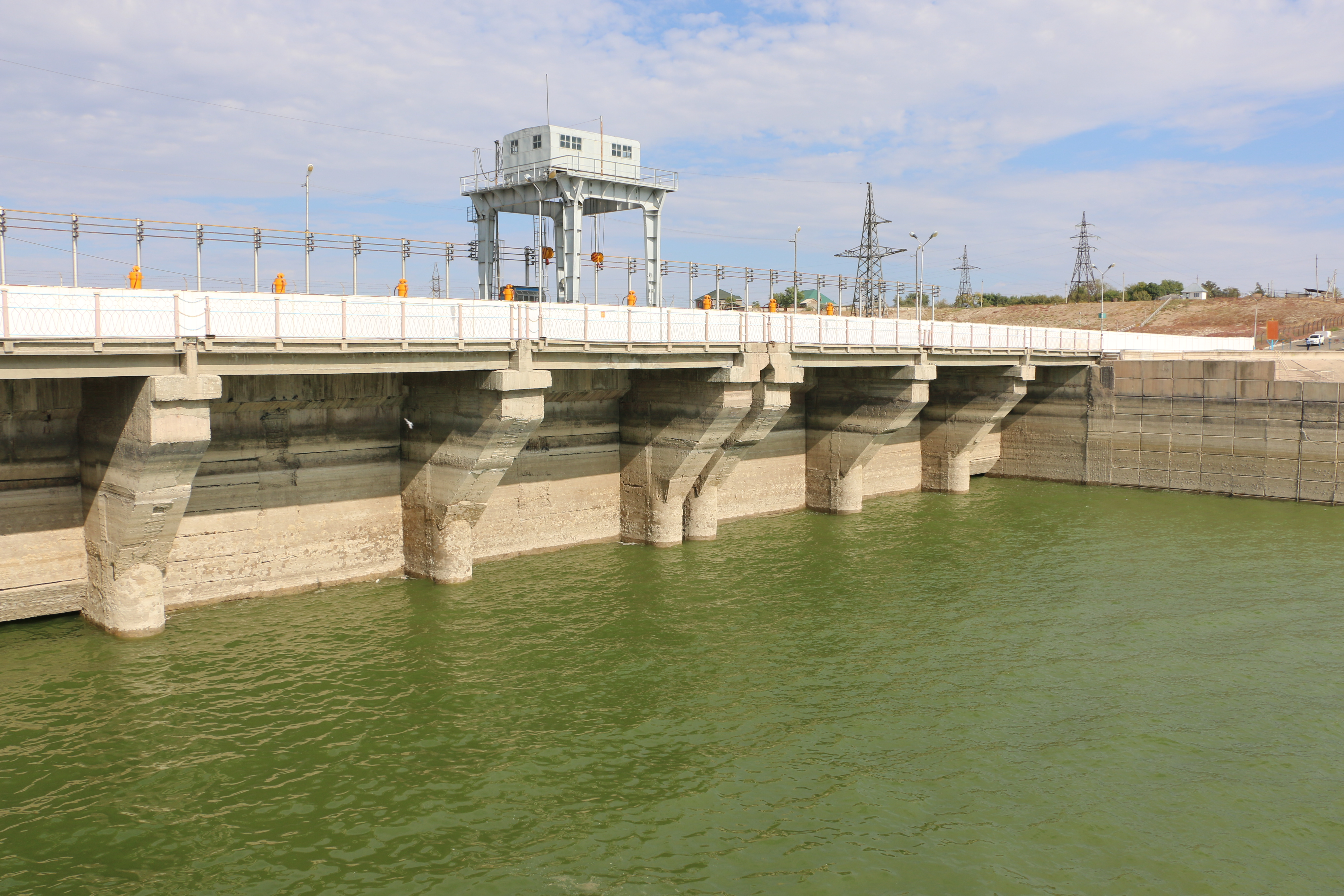

Zbiornik Szardarski (kaz.: Шардара бөгені, Szardara bögeny; uzb.: Chordara suv ombori; ros.: Чардаринское водохранилище, Czardarinskoje wodochraniliszcze) – sztuczny zbiornik wodny na Syr-darii, na granicy Kazachstanu (obwód południowokazachstański) i Uzbekistanu (wilajet dżyzacki). Zbiornik ma ok. 70 km długości, 20 km szerokości i zajmuje powierzchnię 900 km². Jego maksymalna objętość wynosi 5,7 km³ a średnia głębokość to 6,5 m.
Powstał w związku z budową elektrowni wodnej i tamy w Szardarze. Wypełnianie zbiornika wodą trwało od 1965 do 1968 roku. Został stworzony w celu poprawy zaopatrzenia w wodę na terenach nawadnianych oraz zapobiegania powodziom na Syr-darii. Wykorzystywany także ze względów energetycznych. Rozwinięte rybołówstwo; występują karpie, sandacze i szczupaki.